# Теорема Шмідта
Теорема Шмідта — теорема про властивості розширення локально скінченної групи.

## Формулювання
Розширення {\displaystyle G} локально скінченної групи {\displaystyle A} за допомогою локально скінченної групи {\displaystyle G/A} саме локально скінченне.

## Доведення
Перевіримо, що кожна скінченна множина {\displaystyle M} з {\displaystyle G} породжує скінченну підгрупу. За умовою фактор-група {\displaystyle gr(M,A)/A} скінченна. Збільшивши, якщо потрібно, множину {\displaystyle M}, вважатимемо, що вона замкнута відносно обернених елементів та містить представників усіх суміжних класів {\displaystyle gr(M,A)} за {\displaystyle A}. Тоді для будь-яких {\displaystyle x,y\in M}{\displaystyle xy={\overline {xy}}a_{x,y}}, де {\displaystyle {\overline {xy}}\in M}, {\displaystyle a_{x,y}\in A} . Звідси випливає, що будь-який добуток елементів із {\displaystyle M} можна записати як добуток деякого елемента з {\displaystyle M} на добуток деяких {\displaystyle a_{x,y}}. Оскільки всілякі {\displaystyle a_{x,y}} породжують скінченну підгрупу, все доведено.